# Campionato italiano di beach soccer femminile 2007

La Serie A 2007 è stata la 1ª edizione della massima serie del campionato italiano femminile di calcio da spiaggia, conclusa con la vittoria del Chiasiellis, al suo primo titolo.

## Prima fase
La prima fase è stata articolata in tre tappe che hanno avuto luogo a Viareggio, Lignano Sabbiadoro e Vasto. Le vincitrici dei tre gironi si sono affrontate nel triangolare finale a Terracina.

### Tappa di Viareggio
Sarzanese – Pisa 9-3
Livorno – Real Sorgenti Labrone 5-2
- Finale per il 3º posto: Real Sorgenti Labrone – Pisa 9-5
- Finale: Sarzanese – Livorno 3-0

### Tappa di Lignano Sabbiadoro
San Gottardo – Campagna 8-0
Chiasiellis – Trasaghis 8-2
- Finale per il 3º posto: Trasaghis – Campagna 8-4
- Finale: Chiasiellis – San Gottardo 6-0

### Tappa di Vasto
Salernitana – Queens Foggia 2-0
Lecce – Campobasso 4-2
- Finale per il 3º posto: Campobasso – Foggia 4-1
- Finale: Salernitana – Lecce 7-1

## Fase finale a Terracina
- Risultati

Salernitana – Sarzanese 2-1
Chiasiellis – Sarzanese 4-3
Chiasiellis – Salernitana 4-2
- Classifica

1. Chiasiellis 6 (campionesse italiane)
2. Salernitana 3
3. Sarzanese 0

## Capocannoniere
- Torneo: Giannoccoli (Salernitana) e Tonelli (Sarzanese) 6 reti
- Fase finale: Paroni (Chiasiellis) 4 reti